# Kemar Lawrence
Kemar Michael Lawrence (ur. 17 września 1992 w Kingston) – jamajski piłkarz grający na pozycji lewego obrońcy.

## Kariera klubowa
Swoją karierę piłkarską Lawrence w zespole Rae Town FC. W 2007 roku podjął treningi w stołecznym Harbour View. W 2011 roku awansował do pierwszego zespołu i w sezonie 2011/2012 zadebiutował w jego barwach w Jamaican National Premier League. W sezonie 2012/2013 wywalczył z Harbour View tytuł mistrza Jamajki.
W marcu 2015 roku Lawrence przeszedł na zasadzie wolnego transferu do zespołu amerykańskiej Major League Soccer, New York Red Bulls. Swój debiut w Major League Soccer zaliczył 22 marca 2015 w zwycięskim 2:0 domowym meczu z DC United. 18 października 2015 w wygranym 4:1 domowym spotkaniu z Philadelphią Union strzelił swojego premierowego gola w MLS.
W 2020 roku po pięciu latach spędzonych w New York Red Bulls przeniósł się do Anderlechtu.
| Sezon   | Klub               | Kraj              | Rozgrywki      | Mecze | Gole |
| ------- | ------------------ | ----------------- | -------------- | ----- | ---- |
| 2011/12 | Harbour View       | Jamajka           | Premier League | 19    | 0    |
| 2012/13 | Harbour View       | Jamajka           | Premier League | 14    | 0    |
| 2013/14 | Harbour View       | Jamajka           | Premier League | 17    | 0    |
| 2014/15 | Harbour View       | Jamajka           | Premier League | 12    | 2    |
| 2015    | New York Red Bulls | Stany Zjednoczone | MLS            |       |      |

## Kariera reprezentacyjna
W reprezentacji Jamajki Lawrence zadebiutował 15 listopada 2013 roku w przegranym 0:1 towarzyskim meczu z Trynidadem i Tobago, rozegranym w Montego Bay. W 2014 roku wygrał z Jamajką Puchar Karaibów. W 2015 roku został powołany do kadry Jamajki na Copa América 2015. Na tym turnieju wystąpił trzykrotnie: z Urugwajem (0:1), z Paragwajem (0:1) i z Argentyną (0:1). W tym samym roku był w kadrze Jamajki na Złoty Puchar CONCACAF 2015. Na tym turnieju zagrał w sześciu meczach: z Kostaryką (2:2), z Kanadą (1:0), z Salwadorem (1:0), w ćwierćfinale z Haiti (1:0), w półfinale ze Stanami Zjednoczonymi (2:1) i w finale z Meksykiem (1:3). Z Jamajką zajął 2. miejsce w tym turnieju.